# MTV Europe Music Awards 2006
Церемонія нагородження MTV Europe Music Awards 2006 відбувся в Копенгагені в Bella Center та Площі Ратуші. На вуличній сцені відбувся концерт, на якому виступили The Killers, Keane та Snoop Dogg.
У церемонії взяли участь Fat Joe, Timbaland та Moby. Під час церемонії Каньє Вест увірвався на сцену, коли оголошували перемогу Justice vs. Simian у номінації «Найкраще відео».

## Номінації
Переможців виділено Жирним.

### Найкраща пісня
- Неллі Фуртаду — «Maneater»
- Gnarls Barkley[en] — «Crazy»
- Red Hot Chili Peppers — «Dani California[en]»
- Ріанна — «SOS»
- Шакіра (за участі Вайклефа Жана) — «Hips Don't Lie»

### Найкраще відео
- Gnarls Barkley[en] — «Crazy»
- Justice vs. Simian[en] — «We Are Your Friends[en]»
- OK Go — «A Million Ways[en]»
- Pink — «Stupid Girls[en]»
- Каньє Вест — «Touch the Sky»

### Найкращий альбом
- Крістіна Агілера — Back to Basics
- Неллі Фуртаду — Loose
- Мадонна — Confessions on a Dance Floor
- Muse — Black Holes & Revelations
- Red Hot Chili Peppers — Stadium Arcadium

### Найкраща співачка
- Крістіна Агілера
- Бейонсе
- Неллі Фуртаду
- Мадонна
- Шакіра

### Найкращий співак
- Фаррелл
- Шон Пол
- Джастін Тімберлейк
- Каньє Вест
- Роббі Вільямс

### Найкращий гурт
- The Black Eyed Peas
- Depeche Mode
- Keane
- The Pussycat Dolls
- Red Hot Chili Peppers

### Звук Майбутнього
- Gnarls Barkley[en]

### Найкращий поп-виконавець
- Крістіна Агілера
- Мадонна
- Шакіра
- Джастін Тімберлейк
- Роббі Вільямс

### Найкращий рок-виконавець
- Evanescence
- Keane
- The Killers
- Red Hot Chili Peppers
- The Strokes

### Найкращий альтернативний виконавець
- Arctic Monkeys
- Korn
- Muse
- The Raconteurs
- System of a Down

### Найкращий R&B-виконавець
- Бейонсе
- Мері Джей Блайдж
- Outkast
- Фаррелл
- Ріанна

### Найкращий хіп-хоп виконавець
- Busta Rhymes
- Міссі Еліот
- Шон Пол
- P. Diddy
- Каньє Вест

## Регіональні номінації
Переможців виділено Жирним.

### Найкращий адріатичний виконавець[en]
- Олександра Ковач[en]
- Let 3
- Едо Маайка
- Нейша[en]
- Siddharta

### Найкращий африканський виконавець[en]
- Freshlyground[en]
- Nameless[en]
- Juma Nature[en]
- P-Square[en]
- Ансельмо Ральф[en]

### Найкращий балтійський виконавець[en]
- Brainstorm
- Inculto
- Skamp[en]
- Танель Падар
- Vanilla Ninja

### Найкращий данський виконавець[en]
- Kashmir
- L.O.C.[en]
- Nik & Jay[en]
- Outlandish[en]
- Spleen United[en]

### Найкращий голландський-бельгійський виконавець
- Anouk
- Deus[en]
- Kane[en]
- Pete Philly & Perquisite[en]
- Габріель Ріос[en]

### Найкращий фінський виконавець[en]
- Lordi
- PMMP[en]
- Poets of the Fall
- Олаві Уусівірта[en]
- Von Hertzen Brothers[en]

### Найкращий французький виконавець[en]
- 113[en]
- Diam's[en]
- Rohff[en]
- Олівія Руїс[en]
- Боб Сінклер

### Найкращий німецький виконавець[en]
- Bushido[en]
- Die Toten Hosen
- Rammstein
- Silbermond[en]
- Sportfreunde Stiller[en]

### Найкращий італійський виконавець[en]
- Lacuna Coil
- Тіціано Ферро
- Finley
- Джованотті
- Mondo Marcio

### Найкращий норвезький виконавець[en]
- Amulet[en]
- Міра Крейг
- Маріт Ларсен
- Serena Maneesh[en]
- Ельвіра Ніколайсен[en]

### Найкращий польський виконавець[en]
- Blog 27[en]
- Coma
- Hey
- Sistars[en]
- Virgin[en]

### Найкращий португальський виконавець[en]
- Boss AC[en]
- Expensive Soul[en]
- Девід Фонсека[en]
- Mind Da Gap
- Moonspell

### Найкращий румунський виконавець[en]
- Blondy
- DJ Project[en]
- Morandi
- Paraziţii
- Simplu

### Найкращий російський виконавець
- Діма Білан
- Город 312
- Валерій Меладзе
- t.A.T.u.
- Uma2rman

### Найкращий іспанський виконавець[en]
- Nena Daconte[en]
- La Excepción[en]
- La Oreja de Van Gogh[en]
- Macaco[en]
- Pereza[en]

### Найкращий шведський виконавець[en]
- The Knife
- Ліса Місковскі
- Peter, Bjorn & John
- Snook[en]
- The Sounds[en]

### Найкращий британський-ірландський виконавець
- Лілі Аллен
- Arctic Monkeys
- The Kooks
- Muse
- Корінна Бейлі Рай[en]

## Виступи
- Джастін Тімберлейк — «SexyBack[en] / My Love[en] / LoveStoned[en]»
- Неллі Фуртаду — «Maneater»
- Muse — «Starlight»
- The Killers — «When You Were Young[en]»
- Keane — «Is It Any Wonder?[en]»
- P. Diddy та Кессі — «Come to Me[en]»
- Ріанна — «SOS»
- Snoop Dogg (за участі Фаррелл Вільямс) — «Drop It Like It's Hot»
- Outlandish[en] — «I'm Callin' You»
- Jet[en] — «Rip It Up[en]»
- Lordi — «Hard Rock Hallelujah»

## Учасники шоу
- Moby — оголошення переможця у номінації Найкращий альтернативний виконавець
- Sugababes — оголошення переможця у номінації Найкращий співак
- Timbaland — оголошення переможця у номінації Найкраще відео
- Lordi — оголошення переможця у номінації Найкращий рок-виконавець
- Деніел Крейґ та Мадс Міккельсен — оголошення переможця у номінації Найкраща співачка
- Ларс Ульріх — оголошення переможця у номінації Звук Майбутнього
- Fat Joe — оголошення переможця у номінації Найкращий хіп-хоп виконавець
- Едрієн Броуді — оголошення переможця у номінації Найкращий гурт
- Кессі та Тіціано Ферро — оголошення переможця у номінації Найкращий поп-виконавець
- Келіс — оголошення переможця у номінації Найкращий R&B-виконавець
- Фаррелл Вільямс — оголошення переможця у номінації Найкраща пісня